# Apple Park
Apple Park — корпоративна штаб-квартира компанії Apple Inc., розташована в One Apple Way Park в Купертіно, штат Каліфорнія, США. Був відкритий для працівників у квітні 2017 року, поки будівництво ще тривало.

## Історія
В квітні 2006 року Стів Джобс оголосив міській раді Купертіно, що Apple Inc. придбала дев'ять суміжних об'єктів для будівництва другого кампуса — The Apple Campus 2.